# Domenico Grimani
Domenico Grimani (Venecia, 22 de febrero de 1461 - Roma, 1523) fue un eclesiástico italiano.

## Vida
Primogénito de los cinco hijos de Antonio Grimani, que posteriormente llegó a ser dux de la República de Venecia, y de Caterina Loredan, estudió humanidades en Florencia, frecuentando los más prestigiosos círculos culturales y consiguiendo entre sus contemporáneos una sólida reputación como experto en artes y filosofía; en 1487 se doctoró en derecho canónico en la universidad de Padua. 
Secretario y protonotario apostólico de Inocencio VIII desde 1491, a pesar de no haber recibido las órdenes menores, Alejandro VI le creó cardenal diácono en el consistorio celebrado el 20 de septiembre de 1493 (su acaudalado padre pagó 30.000 ducados por esta investidura), recibiendo tres días después el capelo y el título de San Nicola fra le Immagini, que posteriormente cambiaría por el de San Marco (1503), Albano (1508), Frascati (1509) y Porto-Santa Rufina (1511). 
Fue administrador apostólico de la diócesis de Nicosia en 1495-97, patriarca de Aquilea en 1497-1517, administrador de Urbino desde 1514 hasta su muerte y de Ceneda entre 1517-20, aunque nunca residió en ninguna de estas sedes. 
Participó en los cónclaves de septiembre y octubre de 1503 en que fueron elegidos papas Pío III y Julio II, en el de 1513 en que lo fue León X y en el de 1521, del que por hallarse enfermo tuvo que retirarse antes de que fuera elegido Adriano VI. 
Fallecido en su palacio de S. Marco de Roma en 1523, fue sepultado en la Basílica de San Juan y San Pablo de la misma ciudad, hasta que sus restos fueron trasladados a la iglesia de San Francesco della Vigna de Venecia.